# Посвирж
Посвирж (укр. Посвірж) — село в Букачёвской поселковой общине Ивано-Франковского района Ивано-Франковской области Украины.
Население по переписи 2001 года составляло 223 человека. Занимает площадь 3,126 км². Почтовый индекс — 77065. Телефонный код — 03435.